# Barillas (Spagna)
Barillas è un comune spagnolo di 198 abitanti situato nella comunità autonoma della Navarra.